# Шам-дю-Бу
Шам-дю-Бу (фр. Champ-du-Boult) — колишній муніципалітет у Франції, у регіоні Нормандія, департамент Кальвадос. Населення — 388 осіб (2011).
Муніципалітет був розташований на відстані близько 250 км на захід від Парижа, 65 км на південний захід від Кана.

## Історія
До 2015 року муніципалітет перебував у складі регіону Нижня Нормандія. Від 1 січня 2016 року належав до нового об'єднаного регіону Нормандія.
1 січня 2017 року Шам-дю-Бу, Курсон, Фонтенермон, Ле-Гаст, Ле-Меній-Бенуа, Ле-Меній-Коссуа, Меній-Кленшам, Сен-Манв'є-Бокаж, Сен-Севе-Кальвадо i Сет-Фрер було об'єднано в новий муніципалітет Ну-де-Сьєнн.

## Демографія
Динаміка населення (Insee ):
Розподіл населення за віком та статтю (2006):
| Стать | Всього | До 15 років | 15-24 | 25-44 | 45-64 | 65-85 | Понад 85 |
| --- | ------ | ----------- | ----- | ----- | ----- | ----- | -------- |
| Чоловіки | 182    | 27          | 8     | 39    | 73    | 31    | 4        |
| Жінки | 182    | 35          | 8     | 50    | 43    | 46    | 0        |
| \| Статево-вікова піраміда \| Статево-вікова піраміда \| Статево-вікова піраміда \| \| ----------------------- \| ----------------------- \| ----------------------- \| \| Чоловіки \| Вік \| Жінки \| \| 4 \| 85 + \| 0 \| \| 0 \| 80-84 \| 0 \| \| 8 \| 75-79 \| 19 \| \| 15 \| 70-74 \| 4 \| \| 8 \| 65-69 \| 23 \| \| 12 \| 60-64 \| 8 \| \| 19 \| 55-59 \| 15 \| \| 27 \| 50-54 \| 12 \| \| 15 \| 45-49 \| 8 \| \| 4 \| 40-44 \| 15 \| \| 23 \| 35-39 \| 12 \| \| 4 \| 30-34 \| 8 \| \| 8 \| 25-29 \| 15 \| \| 8 \| 20-24 \| 8 \| \| 0 \| 15-20 \| 0 \| \| 0 \| 10-14 \| 15 \| \| 19 \| 5-9 \| 8 \| \| 8 \| 0-4 \| 12 \| |        |             |       |       |       |       |          |
| Статево-вікова піраміда |        |             |       |       |       |       |          |
| Чоловіки | Вік    | Жінки       |       |       |       |       |          |
| 4 | 85 +   | 0           |       |       |       |       |          |
| 0 | 80-84  | 0           |       |       |       |       |          |
| 8 | 75-79  | 19          |       |       |       |       |          |
| 15 | 70-74  | 4           |       |       |       |       |          |
| 8 | 65-69  | 23          |       |       |       |       |          |
| 12 | 60-64  | 8           |       |       |       |       |          |
| 19 | 55-59  | 15          |       |       |       |       |          |
| 27 | 50-54  | 12          |       |       |       |       |          |
| 15 | 45-49  | 8           |       |       |       |       |          |
| 4 | 40-44  | 15          |       |       |       |       |          |
| 23 | 35-39  | 12          |       |       |       |       |          |
| 4 | 30-34  | 8           |       |       |       |       |          |
| 8 | 25-29  | 15          |       |       |       |       |          |
| 8 | 20-24  | 8           |       |       |       |       |          |
| 0 | 15-20  | 0           |       |       |       |       |          |
| 0 | 10-14  | 15          |       |       |       |       |          |
| 19 | 5-9    | 8           |       |       |       |       |          |
| 8 | 0-4    | 12          |       |       |       |       |          |

## Економіка
2010 року серед 239 осіб працездатного віку (15—64 років) 154 були активними, 85 — неактивними (показник активності 64,4%, у 1999 році було 68,7%). З 154 активних мешканців працювали 133 особи (77 чоловіків та 56 жінок), безробітними було 21 (13 чоловіків та 8 жінок). Серед 85 неактивних 18 осіб було учнями чи студентами, 39 — пенсіонерами, 28 були неактивними з інших причин.

У 2010 році в муніципалітеті числилось 167 оподаткованих домогосподарств, у яких проживали 373,0 особи, медіана доходів виносила 15 333 євро на одного особоспоживача